# Zuzana Šuláková
Zuzana Pavlůsková roz. Schmidtová (často vystupující pod jménem Zuzana Šuláková) (* 6. března 1959, Vsetín) je valašská folklórní pěvkyně a dcera známé zpěvačky valašských lidových písní Jarmily Šulákové.

## Život
Narodila se do hudební rodiny Jarmile Šulákové a Ludvíku Schmidtovi. Matka byla folklórní zpěvačka, otec byl houslista. Otec však již roku 1970 zemřel.
Zuzana měla již jako malá kladný vztah k hudbě, hrála na vícero hudebních nástrojů (housle, viola, klavír, klávesy) a vystupovala ve folklórních souborech i vlastní kapele. Vystudovala pedagogiku a začala pracovat jako učitelka hudební výchovy na základní škole.

## Spolupráce s kapelou Fleret
Pavlůsková vždy obdivovala talent své matky, která proslula mimo jiné jako zpěvačka kapely Fleret. Ve věku 82 let (v roce 2011) jí už ale zdravotní stav nedovoloval dále s kapelou pravidelně vystupovat. Na podzim roku 2016 proto kapela oslovila Zuzanu, která s angažmá po konzultaci s matkou souhlasila. Pavlůsková se skupinou spolupracovala již dříve jako vokalistka. Díky výrazové podobnosti s matkou proběhla výměna na pozici zpěvačky Fleretu velmi přirozeně a setkala se s pozitivním ohlasem posluchačů. Zuzana začala také jako koncertní jméno používat příjmení své matky za svobodna.
Když byla roku 2017 Jarmila Šuláková posmrtně oceněna Cenou města Vsetína, cenu převzala právě její dcera Zuzana.